# 山県市みやまジョイフル倶楽部
山県市みやまジョイフル倶楽部（やまがたしみやまジョイフルくらぶ）は、岐阜県山県市にある複合施設。

## 概要
- 山県郡美山町により2002年（平成14年）4月開設[2]。2003年（平成15年）4月1日に高富町、伊自良村、美山町が合併し山県市が発足すると同時に山県市みやまジョイフル倶楽部となる。
- 建物及び敷地は2001年（平成13年）に廃校となった美山町立北武芸小学校の施設（校舎は1971年竣工[3]）を転用している。
- 山県市歴史民俗資料館分室[4]、山県市図書館分室[5]などから成る複合施設である。また、かつての教室の一部は貸部屋となっており、様々なイベントや教室などに使用されている。
- 山県市役所美山支所が北部地域拠点（後にいわ桜コミュニティセンターと命名）整備事業により改築されることになったため、2023年（令和5年）4月3日から2025年（令和7年）3月までみやまジョイフル倶楽部内に美山支所が移転していた[6]。

## 施設
- 山県市歴史民俗資料館分室
- 山県市図書館分室
- 山県市役所美山支所
- 岐阜中央森林組合[7]
- 体育館
- ふれあい広場
- ゲートボール場

## 利用案内
- 住所：岐阜県山県市笹賀197
- 利用時間：
  - 9：00～17：00　※歴史民俗資料館分室[8]
  - 9：00～16：30　※図書館分室[9]
  - 9：00～22：00　※体育館[10]
- 休館日：
  - 月曜日（月曜日が休日である場合は、その翌日）、休日の翌日（当該翌日が土曜日、日曜日又は休日である場合は開館）、年末年始（12月28日 - 1月3日）　※歴史民俗資料館分室[8]
  - 土曜日、日曜日、祝日、年末年始（12月28日 - 1月3日）　※図書館分室[9]
  - 年末年始（12月29日 - 1月3日）　※体育館[10]

## 交通アクセス
- 山県市自主運行バス神崎山県BT線「みやまジョイフル倶楽部前」バス停より徒歩すぐ
- 岐阜バス岐北線「北武芸公民館」バス停より徒歩約2分
  - 岐阜駅（JR岐阜駅バスターミナル）・名鉄岐阜駅（名鉄岐阜のりば）より【N85】「谷合」、【N86】「塩後」行き

## 周辺施設
- 北武芸公民館
- JAぎふ美山北支店
- 岐阜市消防本部山県消防署美山分署